# XIII
XIII je komiks 19 sešitech vytvořený Belgičany Jean Van Hammem a Williamem Vancem. Děj je inspirován knižní sérií o legendárním zabijákovi Jasonu Bourneovi od Roberta Ludluma. V roce 2003 byl děj prvních pěti dílů adaptován do stejnojmenné počítačové hry.

## Svazky
Pouze prvních 5 svazků bylo oficiálně přeloženo do češtiny a vydáno v Barlow Comics a BB/Art Komiks.
1. Ztráta paměti, 1984 (Le jour du soleil noir)
2. Tam, kam jede indián..., 1985 (Là où va l'Indien...)
3. Všechny slzy pekla, 1986 (Toutes les Larmes de l'Enfer)
4. SPADS, 1987 (SPADS)
5. Nejvyšší pohotovost, 1988 (Rouge Total, "Full Red Alert")
6. Spis Jasona Flye, 1989 (Le Dossier Jason Fly)
7. Noc 3. srpna, 1990 (La Nuit du 3 Août)
8. Třináctka kontra Jednička, 1991 (Treize Contre Un)
9. Zachránit Mariu, 1992 (Pour Maria)
10. El Cascador, 1994 (El Cascador)
11. Troje stříbrné hodinky, 1995 (Trois Montres d'Argent)
12. Soud, 1997 (Le Jugement)
13. Vyšetřování, 1999 (L'Enquête)
14. Přísně tajné, 2000 (Secret Défense, "Top Secret")
15. Vypusťte psy, 2002 (Lâchez les Chiens !)
16. Operace Montechristo, 2004 (Opération Montechristo)
17. Maximiliánovo zlato, 2005 (L'or de Maximilien)
18. Příběh Kellyho Briana, 2007 (La Version Irlandaise)
19. Poslední kolo, November 2007 (Le Dernier Round). Poslední díl série